# Diego Florentín
Diego Florentín fou un futbolista paraguaià.

## Selecció del Paraguai
Va formar part de l'equip paraguaià a la Copa del Món de 1930 però no arribà a disputar cap partit.